# Grand Prix automobile du Danemark 1962
Le Grand Prix du Danemark 1962 de Formule 1, course disputée hors-championnat, a eu lieu sur le Roskilde Ring les 25 et 26 août 1962. 
La course s'est disputée en trois manches, une première de 20 tours et deux suivantes de 30 tours. Jack Brabham s'est imposé au terme des trois manches.

## Classement
| Pos. | no | Pilote                  | Écurie                         | Voiture        | Tours | Temps/Abandon                                 | Grille |
| ---- | -- | ----------------------- | ------------------------------ | -------------- | ----- | --------------------------------------------- | ------ |
| 1    | 2  | Jack Brabham            | Brabham Racing Organisation    | Lotus-Climax   | 80    | 59 min 14 s 1                                 | 1      |
| 2    | 12 | Masten Gregory          | UDT Laystall Racing Team       | Lotus-BRM      | 80    | + 20 s 5                                      | 2      |
| 3    | 10 | Innes Ireland           | UDT Laystall Racing Team       | Lotus-Climax   | 80    | + 33 s 2                                      | 4      |
| 4    | 22 | Gary Hocking            | Tim Parnell                    | Lotus-Climax   | 80    | + 2 min 21 s 3                                | 7      |
| 5    | 18 | Ian Burgess             | Anglo-American Equipe          | Cooper-Climax  | 80    | + 2 min 34 s 1                                | 6      |
| 6    | 4  | Trevor Taylor           | Team Lotus                     | Lotus-Climax   | 80    | + 3 min 15 s 5                                | 8      |
| 7    | 14 | Carel Godin de Beaufort | Ecurie Maarsbergen             | Porsche        | 79    | + 1 tour                                      | 9      |
| 8    | 24 | Wolfgang Seidel         | Autosport Team Wolfgang Seidel | Lotus-BRM      | 78    | + 2 tours                                     | 11     |
| 9    | 20 | Jay Chamberlain         | Ecurie Excelsior               | Lotus-Climax   | 36    | + 44 tours (accident dans la première manche) | 10     |
| Abd. | 6  | John Surtees            | Bowmaker Racing Team           | Lola-Climax    | 50-80 | Allumage (dans la troisième manche)           | 3      |
| Abd. | 8  | Roy Salvadori           | Bowmaker Racing Team           | Lola-Climax    | 20-50 | Accident (dans la deuxième manche)            | 5      |
| Np.  | 16 | Graham Hill             | Rob Walker Racing Team         | Lotus-Climax   |       | Non partant                                   |        |
| Np.  | 26 | Kurt Kuhnke             | Kurt Kuhnke                    | Lotus-Borgward |       | Moteur pas prêt                               |        |

## Pole position et record du tour
- Pole position :  Jack Brabham (Lotus-Climax) en 43 s 4.
- Meilleur tour en course :  Jack Brabham (Lotus-Climax) en 42 s 7 (102,55 km/h).

## Tours en tête
- Jack Brabham : 79 tours (1-20 / 22-50 / 51-80).
- Masten Gregory : 1 tour (21).